# Lionheart: Legacy of the Crusader
 (septembre 2019).
Si vous disposez d'ouvrages ou d'articles de référence ou si vous connaissez des sites web de qualité traitant du thème abordé ici, merci de compléter l'article en donnant les références utiles à sa vérifiabilité et en les liant à la section « Notes et références ».
Lionheart: Legacy of the Crusader est un jeu vidéo de rôle développé par Reflexive Entertainment et édité par Black Isle Studios. Il est sorti sur PC le 29 août 2003 en France.
C'est un jeu vidéo uchronique qui relate l'histoire d'un des nombreux descendants du roi Richard Cœur de Lion. Le héros de l'histoire s'échappe d'esclavagistes désireux de le tuer et est sauvé in extremis par Léonard de Vinci. Sa quête le mènera au cœur de conflits européens dans un Moyen Âge remanié, peuplé de technologies et de créatures, où il rencontrera diverses personnalités.

## Synopsis
Le jeu débute lorsque le héros, retenu prisonnier par des esclavagistes, est exécuté. Au dernier moment, l'esprit qui l'accompagne se manifeste pour le protéger. Le héros est alors jeté en prison. L'esprit lui explique qu'il est le descendant de Richard Cœur de Lion et l'invite à s'enfuir. Lors de sa fuite, le héros rencontre Léonard de Vinci génial inventeur, qui habite à Nueva Barcelona. Ce dernier l'invite à rejoindre l'une des factions en présence, les Templiers ou les Inquisiteurs (le héros pourra découvrir l'existence d'autres factions). Son exploration de la ville lui permettra de rencontrer d'autres personnages existants ou de légende, tels que William Shakespeare, Shylock, Nicolas Machiavel, Cortès, Cervantès.
Par la suite le héros sera envoyé en mission, puis le fil de sa quête va l'amener à parcourir l'Europe.

## Création de personnage
Le personnage créé suit le système SPECIAL instauré par Fallout. Le joueur distribue donc des points dans les caractéristiques, choisit des compétences pour lesquelles il possède une préférence et pourra sélectionner jusqu'à deux traits, possédant un aspect positif ou négatif. Certains traits sont similaires à ceux de Fallout. Bien évidemment, dû à son univers, les compétences ne sont pas les mêmes : il existe des compétences martiales.
Le joueur devra cependant opter pour deux choix supplémentaires : le choix de la race (Purom, les humains ; Bestiom, des créatures bestiales ; Elemom, de créatures élémentaires) qui auront pour impact le maximum et le minimum des points de caractéristiques, le choix des traits et des variations de dialogues, certains habitants pouvant faire preuve de racisme, qu'ils soient Puroms ou autres. L'autre choix est le choix d'un gardien, démoniaque, bienveillant ou tribal, qui finalement n'aura peu d'importance sauf la manière dont ils évoqueront leur avis au fur et à mesure que le personnage avancera.
Comme pour son prédécesseur, le joueur n'est pas limité à une classe et choisit son degré de polyvalence. Il peut ainsi se spécialiser dans des compétences martiales, furtives, diplomatiques ou dans les types de magie (élémentaire, divine ou tribale), et choisira la manière dont il composera son personnage.
À chaque montée de niveau, il choisira la manière dont il distribuera des points de compétence et tous les trois niveaux pourra choisir une aptitude.

## Système de jeu
À l'instar de nombreux jeux de rôle, le personnage dispose d'une jauge de vie, indiquant sa santé et d'une jauge de mana. Si la jauge de vie se vide à la suite des blessures qu'il subit, le personnage meurt et le joueur est invité à recharger une sauvegarde. La jauge de mana indique sa capacité à lancer des sorts. Les deux jauges se régénèrent à une vitesse dépendant de nombreux paramètres. Après avoir tué ses adversaires, une jauge rouge ou bleu s'en échappe, lui permettant de régénérer sa santé ou sa mana, permettant au héros d'enchaîner le combat.
Contrairement à Fallout, le jeu est en temps réel et non divisé au tour par tour. Il est cependant possible de faire une pause pour planifier ses actions. L'agilité ne détermine donc plus les actions possibles par tour, mais la vitesse d'exécution.
Le héros peut trouver sur le corps de ses ennemis ou dans des coffres des trésors, potions ou richesses, mais également des pièces d'équipement tels que des armures, des casques, des anneaux, des boucliers, des armes, des ceintures ou des bottes. Les propriétés magiques ainsi que leur nombre, s'il y en a, sont générés aléatoirement ; ainsi un héros peut posséder un objet puissant qu'il ne pourrait obtenir lors d'une partie future.
Même si l'aspect du jeu de rôle est présent, et donc le côté diplomatique qui en découle, le joueur est tout de même invité à créer un héros performant au combat, martial ou magique.